# Blandino Amaral
Blandino Pontes do Amaral, conhecido como Blandino Amaral e anteriormente como Blandino, o Pipoqueiro é um ex-vendedor de pipoca e político brasileiro.
Foi eleito deputado estadual nas Eleições estaduais no Rio de Janeiro em 1994, e reeleito nas Eleições estaduais no Rio de Janeiro em 1998, ambas as vezes pelo PRONA.